# Borgercompagnie
Borgercompagnie (Gronings: Börkomnij) is een karakteristiek veenkoloniaal lintdorp in de provincie Groningen in Nederland. Het dorp Borgercompagnie ligt in twee Groninger gemeenten: Midden-Groningen en Veendam.

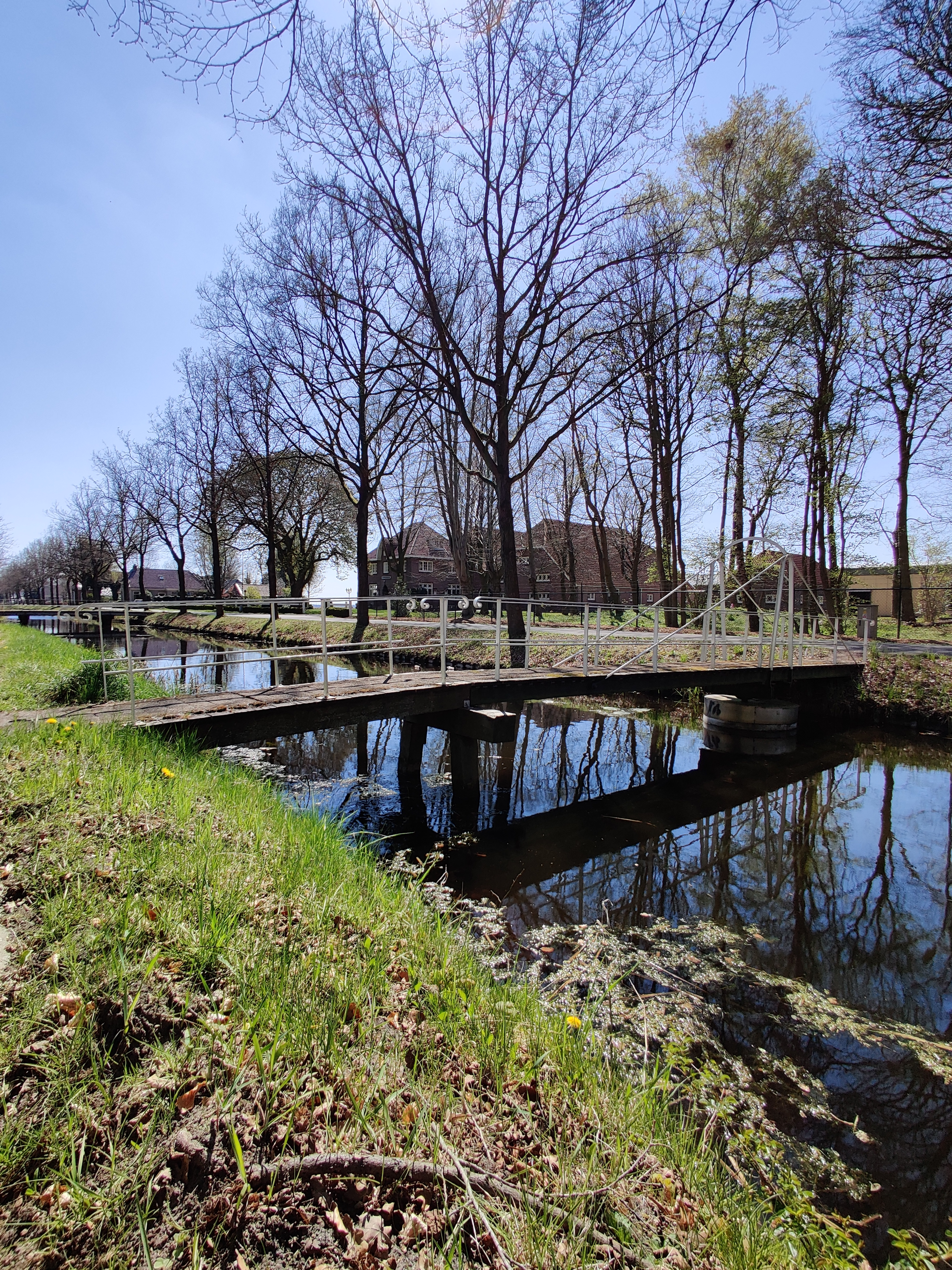
Voetgangersbrug

Borgercompagnie is in de 17e eeuw ontstaan toen borgers (burgers) uit de stad Groningen hier een veenkolonie stichtten. In 1647 werd het diep (Gronings: daip = kanaal) gegraven.
In 1655 werd de veenborg Welgelegen gebouwd.
Na de vervening werd het Borgercompagniesterdiep niet goed onderhouden zodat het rond 1880 onbevaarbaar was geworden. Daarom werd in dat jaar een speciaal waterschap opgericht, genaamd Kanaalwaterschap voor Borger- en Tripscompagnie voor het onderhoud van sluizen, bruggen en kanaalpanden.
Langs het oorspronkelijke diep staan aan weerszijden boerderijen en huizen. De nummering begint bij 1 in Sappemeer (Borgercompagnie-Noord) en loopt op tot ruim 250 in het vroegere Wildervank (Borgercompagnie-Zuid). Vlak voor de kruising met de Veendammerweg is er aan de oneven kant een uitloper richting de Langeleegte.
Het middengedeelte van het diep is in de jaren 1970 gedempt.